# 2U (ヒップホップ)
2U(とぅ ゆう)は、日本のヒップホップユニット『 雷 』が、大麻取締法違反で現行犯逮捕されたメンバー／YOU THE ROCK★へのメッセージソングとして、2011年初頭に200枚、追加分300枚、計500枚を限定リリースしたシングル作品である。

## 参加MC
- TWIGY／神水
- G.K.MARYAN／波動
- SIN／雷小僧
- RINO／蕾
- PAT-504／雷光
- D.O／泥王

## ジャケットデザイン
・TOMI-E

## DJ
- DJ HIRAKATSU

## プロデュース
- DJ MUNARI

## エピソード
- 回想シーンでは主に95年頃からの雷ライブの映像（亜熱帯雨林／西麻布SPACE LAB YELLOW、鬼だまり 他）が使用されている。
- プロモーションビデオのエキストラ出演者は、KAMINARI-KAZOKU.のSNSコミュニティで募集された。
- 一部の不可解なリリックや、YOU THE ROCK★が音楽活動を再開した後にリリースされたため、この曲の存在自体に別の意味が含まれている説が浮上している。
- アンサー作品とされているYOU THE ROCK★活動再開第一段「雷警報」にはTWIGY、G.K.MARYAN、SINは参加しておらず、PIT-GOB 53がMCに加わった。
- 2Uリリース直後にTwigyはツイッターで雷家族としての活動休止宣言をしている。